# تصلیب (لوکاس کراناخ پدر)
تصلیب (انگلیسی: The Crucifixion) یک نقاشی رنگ روغن از نقاش برجسته آلمانی لوکاس کراناخ پدر است که بر پایهٔ موضوعات مشابه و بسیاری از هنرمند در همین تِم و زمینه تصلیب است. این نقاشی در سال ۱۵۳۲ طرح گردید و امروزه در موزه هنر ایندیاناپلیس قرار دارد